# Feuer, Eis & Dosenbier
Feuer, Eis & Dosenbier ist ein deutscher Film aus dem Jahr 2002. Der Titel lehnt sich an Feuer, Eis & Dynamit, einen Sportfilm mit Roger Moore aus dem Jahr 1990, an.

## Handlung
Die beiden Freunde Josh und Türlich sind mächtig stolz darauf, die faulsten Zivildienstleistenden des Ruhrpotts zu sein. Dauerbekifft verursachen die beiden mit ihrem Krankenwagen mehr Verletzte, als sie retten. Nun droht ihnen der Wehrdienst mit all seinen unangenehmen Perspektiven. Von den Feldjägern verfolgt desertieren die zwei nach Österreich ins Ski-Paradies Ischgl, wo Türlich bei Heidi und seinem Großvater, dem Alm-Öhi, seine ersten Lebensjahre verbracht hat. Dort geraten sie alsbald in eine böse Intrige: Türlich ist der Enkel des Alm-Öhi und wird deshalb den Berg erben. Der amerikanische Industriemagnat Tronald Dump möchte aber den Berg sprengen, um auf der Fläche eine Art „Ski-Freizeitpark“ zu bauen. Nach diversen Bestechungsversuchen mittels „Babes“ und Berufung der zwei Freunde zur Bergwacht kommen die beiden schließlich hinter das Vorhaben von Dump und verfolgen ihn zu seiner geheimen Bergfestung. Im festen Glauben, dass der Öhi tot sei, entführt Dump auch Heidi, um sicherzugehen, dass alle Mitwisser aus dem Weg geräumt sind. Der Öhi taucht jedoch auf, verschlingt die Bombe und Türlich und Josh machen sich auf, Dump einzuholen. Alle drei rasen eine Skisprungschanze herunter, Türlich und Josh können noch rechtzeitig bremsen, Dump jedoch hebt ab und explodiert beim Auftreffen mit neuem Schanzenrekord.
Bei der grandiosen Siegesfeier findet die Bundeswehr die beiden Flüchtigen jedoch wieder und verfrachtet sie zurück nach Wanne-Eickel. Dort stehen die beiden zum Schluss mit einem Panzer an einer Ampel, um ein paar Mädchen, die neben ihnen stehen „ihr Rohr zu zeigen“.

## Kritiken
„Wenn man ‚Feuer, Eis und Dosenbier‘ nur irgendwas ehrliches und gutes abgewinnen möchte, dann, dass die Trailer das Niveau des Streifens unverblümt rüberbringen und so garantiert das Publikum bedient wird, das Tierblähungen und Popelgeschosse witzig findet. Ansonsten bleiben Sie bitte, bitte zu Hause.“

„Öder Comedy-Mix mit leicht parodistischen Einschüben. Hemmungslos leistet der mitunter derbe und geschmacklose Film der Proll- und Spaßkultur Vorschub, indem er vor allem auf die Lachmuskeln und die niederen Instinkte eines jungen männlichen Publikums zielt.“